# Fernando Hernández (siatkarz)
Fernando Hernández Ramos (ur. 11 września 1989) – kubański siatkarz, grający na pozycji atakującego.

## Sukcesy klubowe
Puchar Turcji:
- 2018

Liga turecka:
- 2018
- 2022[3]

Puchar Challenge:
- 2022[4]

Superpuchar Grecji:
- 2022

Liga grecka:
- 2024[5]
- 2023[6]

Puchar Ligi Greckiej:
- 2023[7], 2024[8]

## Sukcesy reprezentacyjne
Mistrzostwa Ameryki Północnej, Środkowej i Karaibów Kadetów:
- 2006

Mistrzostwa Świata Juniorów:
- 2009

Mistrzostwa Ameryki Północnej:
- 2009, 2011

Puchar Wielkich Mistrzów:
- 2009

Mistrzostwa Świata:
- 2010

Igrzyska Panamerykańskie:
- 2011

Liga Światowa:
- 2012

## Nagrody indywidualne
- 2011: Najlepszy punktujący Pucharu Świata
- 2018: Najlepszy atakujący w finale tureckiej Efeler Ligi w sezonie 2017/2018
- 2022: MVP Superpucharu Grecji
- 2024: MVP finałów Pucharu Ligi Greckiej